# Volo Petropavlovsk-Kamchatsky Air 251 (2012)
Il 12 settembre 2012 alle 12:20 circa ora locale (00:20 UTC), il volo Petropavlovsk-Kamchatsky Air 251, operato da un Antonov An-28, precipitò al suolo mentre tentava di atterrare all'aeroporto di Palana in Russia. Entrambi i piloti rimasero uccisi, insieme a 8 dei 12 passeggeri. Tutti e 4 i sopravvissuti erano in gravi condizioni. L'aereo era sceso al di sotto dei minimi in avvicinamento in condizioni meteorologiche strumentali impattando su un pendio boscoso.

## L'aereo
Il velivolo coinvolto era un Antonov An-28 sviluppato in Unione Sovietica da Antonov e costruito nel 1989 con il numero di serie 1AJ006-25 presso lo stabilimento Państwowe Zakłady Lotnicze di Mielec, in Polonia. Consegnato l'8 dicembre 1989, tre giorni dopo è entrato in servizio commerciale presso Aeroflot. Aveva inizialmente aveva marche CCCP-28715. Dopo il crollo dell'Unione Sovietica, il numero di registrazione è stato cambiato in RA-28715, con il quale è stato acquisito da Korjakavia nel 1993. L'aereo è stato in deposito da febbraio a luglio 2003 e poi ha continuato ad essere operato da Korjakavia. Il 18 agosto, Petropavlovsk-Kamchatsky Air lo ha rilevato. L'aereo era equipaggiato con due motori turboelica Gluschenko TWD-10 B, ciascuno con una potenza di 974 CV (716 kW). Al momento dell'incidente, aveva accumulato 11 947 ore di volo in 8 891 cicli di decollo-atterraggio.

## L'incidente
Il volo da Petropavlovsk-Kamchatsky a Palana era basato sulle regole del volo strumentale. La visibilità a Palana era di 6000 metri, la base della nube era di 470 metri sul livello del mare. Le condizioni meteorologiche erano quindi all'interno del minimo di sicurezza per gli avvicinamenti a Palana. L'equipaggio ricevette l'autorizzazione ad atterrare sulla pista 11. L'avvicinamento a Palana consisteva in un volo al di sopra della quota minima di sicurezza di 2150 metri verso l'NDB, entrando poi nel percorso di discesa finale. L'Antonov era ancora a 22 chilometri dall'NDB quando l'equipaggio riferì di stare per sorvolare l'NDB. I piloti iniziarono quindi una discesa fino a quando l'aereo sfiorò le cime degli alberi a un'altezza di 320 metri sul livello del mare e colpì il pendio boscoso del Monte Pyatibratka intorno alle 12:20 ora locale. Nell'incidente morirono i due piloti e otto dei dodici passeggeri. In quattro sopravvissero con gravi ferite.

## Le indagini
Un'indagine dell'Interstate Aviation Committee rivelò che entrambi i piloti erano ubriachi e che l'aereo era "molto fuori rotta". Il rapporto finale ha identificato come fattori contribuenti un basso livello di disciplina dei piloti, una supervisione inadeguata da parte della compagnia aerea, la mancata risposta dell'equipaggio a seguito dell'allarme di bassa quota e la mancanza di un sistema di avviso di prossimità al suolo nel velivolo.